# 旺角中心

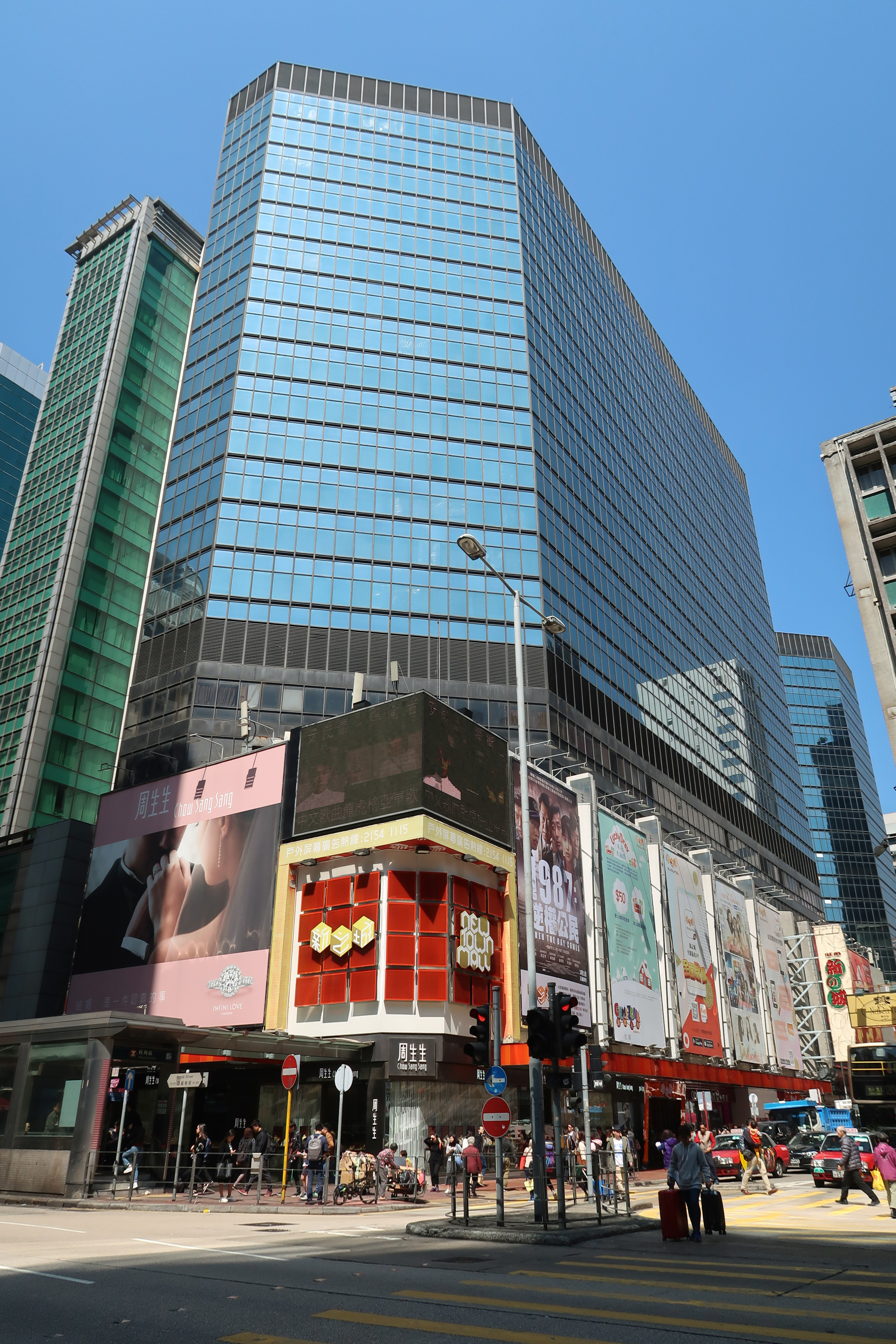
旺角中心第一期

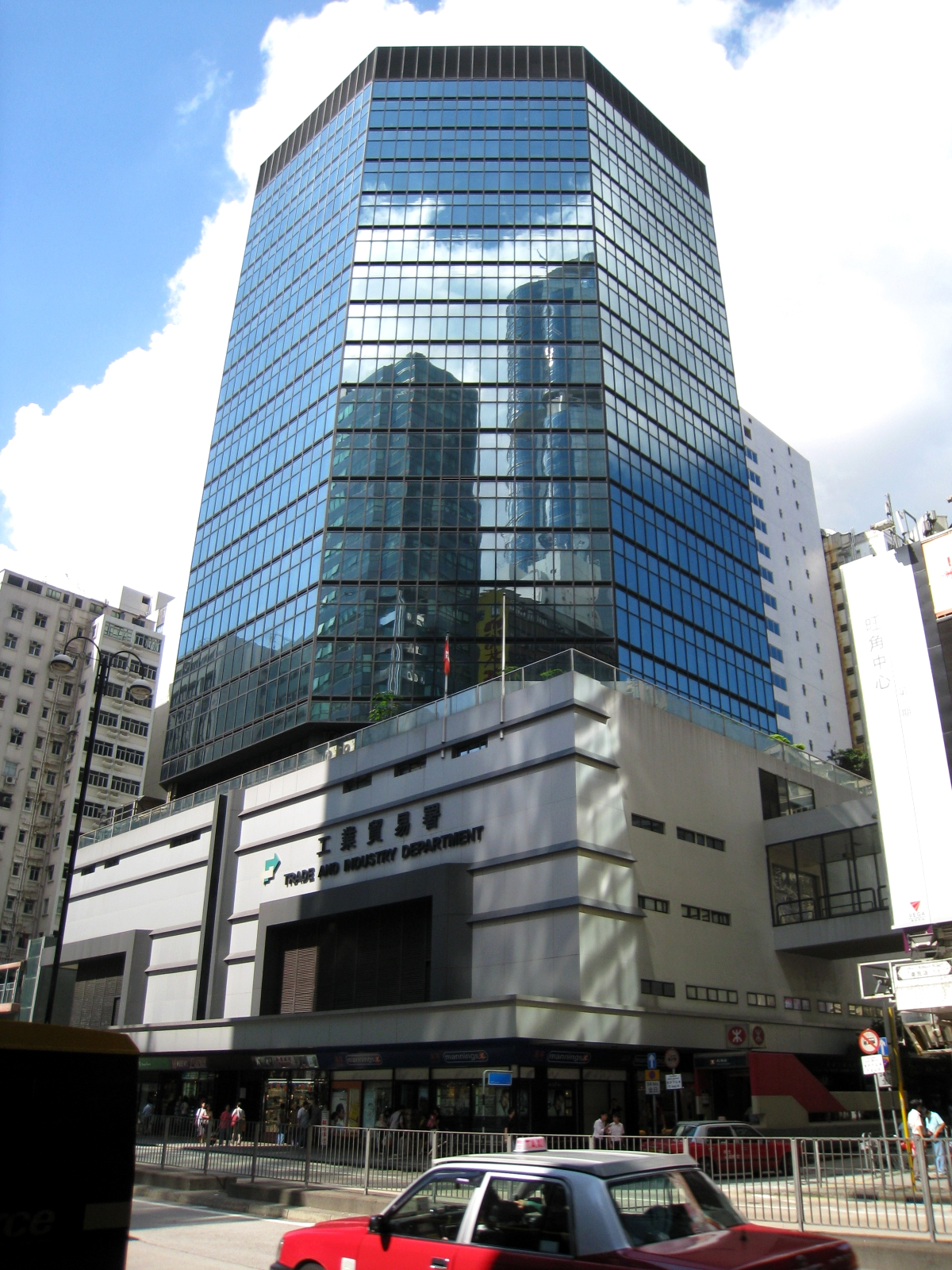
工業貿易署大樓

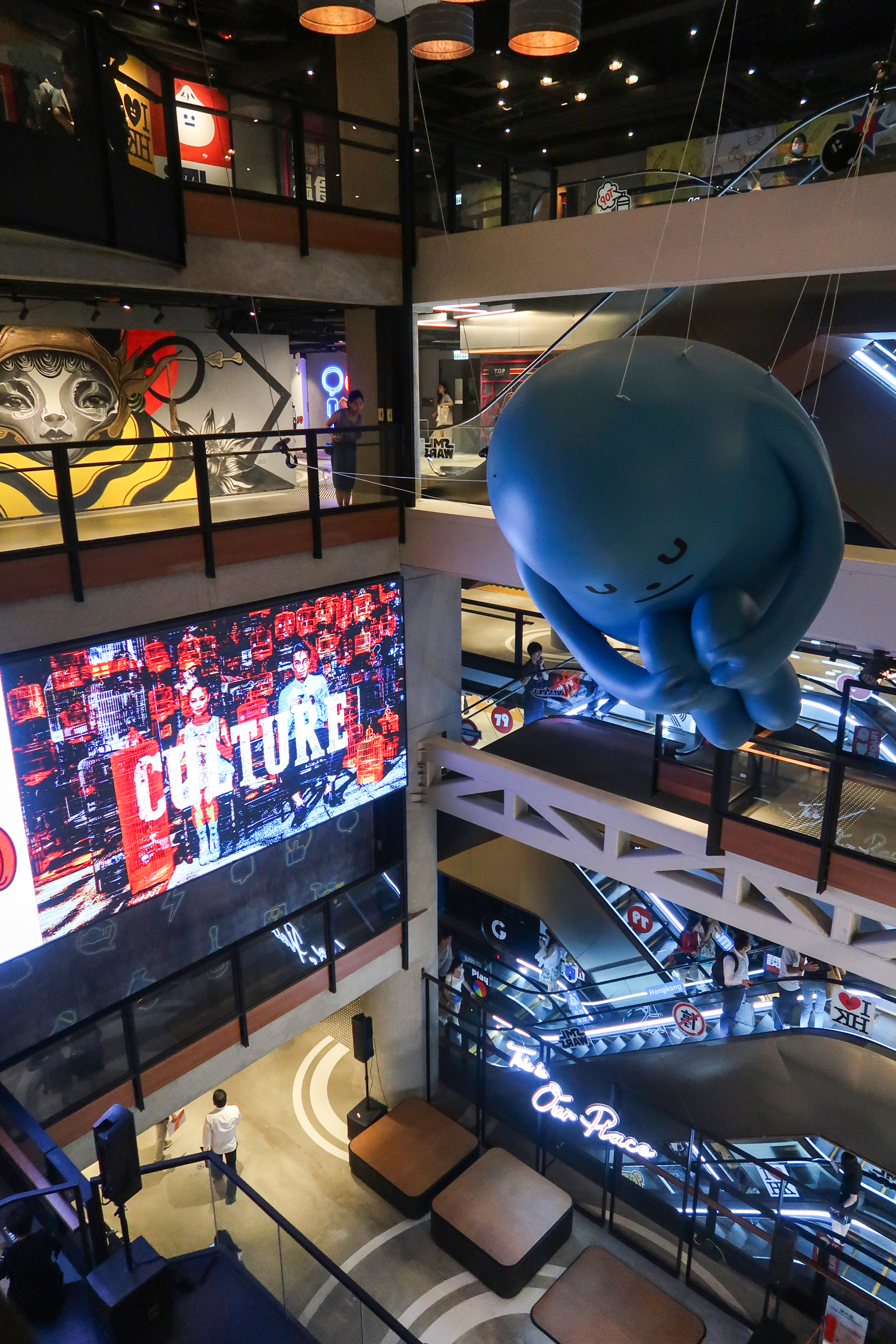
T.O.P This is Our Place商場

旺角中心（英語：Argyle Centre，常簡稱為旺中）為香港集商場、寫字樓和醫療集團的商業大廈，由地下鐵路公司（今港鐵公司）、恆隆地產、長江實業及香港置地合作發展，於1982-83年間落成，位於旺角亞皆老街65號及彌敦道688號，鄰近港鐵旺角站，樓高20層，建築師為郭志舜建築師有限公司，而該公司的總部亦設於旺角中心第二期19樓。
旺角中心原址前身為「邵氏大廈」，因配合興建地鐵之工程而被拆卸。1979年，恆隆、長實及置地聯營（恆隆佔37.5％，另置地佔20%），投得地鐵旺角站上蓋物業發展權，興建2幢22層高的商業大廈，並命名為旺角中心。

## 基本資料

### 旺角中心第一期
旺角中心第一期與第二期的前工業貿易署大樓利用天橋連接一起。第一期於1982年落成。地庫至五樓是商場，之上是樓高17層的寫字樓。寫字樓部份每層建築面積有15,774平方呎，租戶主要以專科診所及美容店為主；而於1982-1997年間，葛量洪教育學院分校設於本廈9-11樓及20樓，現時香港教育大學已遷入大埔。
旺角中心第一期商場於八十年代主要租戶為大華國貨，到了九十年代變更為華潤百貨。其餘部份為多間商店。到了1998年，恆隆以十億元出售旺角中心商場，其中新工投資購入旺角中心7成業權。2002年，旺角中心另一個租戶交通銀行亦以招標形式放售。同年6月，二樓商場3,500平方呎的面積，分拆為31間迷你舖，主要經營時裝、皮鞋、精品、小食等行業。
2004年華潤百貨結業後，原址分拆為70間小商店，並且命名為「旺角新之城」，主要售賣女性潮流服飾為主，地庫為遊戲機中心，商場4樓及5樓為Neway卡拉OK。值得一提得的是，旺角中心的商場與新之城是互通的。而商場在2019年進行翻新工程。
到了2011年，持有旺角潮流商場旺角中心商場近半數舖位的新工投資，拆售商場127個舖位，市值約20億元，首批舖位入場費981.8萬元。
商場其他店舖包括格仔店、漢堡王（已結業）、大家樂等。
2012年12月4日土地註冊處顯示，「麻雀館大王」石鑑輝家族以4.15億元向盈信控股購入旺角中心一期地下G29A2、G28、G65、G64、G27、G26A及G26B一籃子商舖，以樓面面積4,521方呎計，呎價9.1萬元。登記買家為群亮投資有限公司，公司董事包括「麻雀館大王」石鑑輝家族的石炳璋、石炳祥及石炳濂。
到2015年，場內湧現大量吉舖，四層商場最少有20個舖位無人承租，空置率佔整個商場逾5%。有商戶慨嘆租金貴加上消費習慣改變，人流減少，令不少商戶退租。現時商場中有八成吉舖均由大業主新工投資持有。
其後，業主參考葵涌廣場，在二樓改裝舖位，加裝來去水喉，及引入多間小食店，以吸引人流。自小食店開業後人流已增加不少。
2017年7月11日永安百貨第三代後人、建築師郭志舜以3.18億元，以建築面積約15,668方呎計算的，呎價2.03萬元，出售持有的旺角中心1期14樓全層。
升降機及扶手電梯：三菱電機（Mitsubishi Electric）

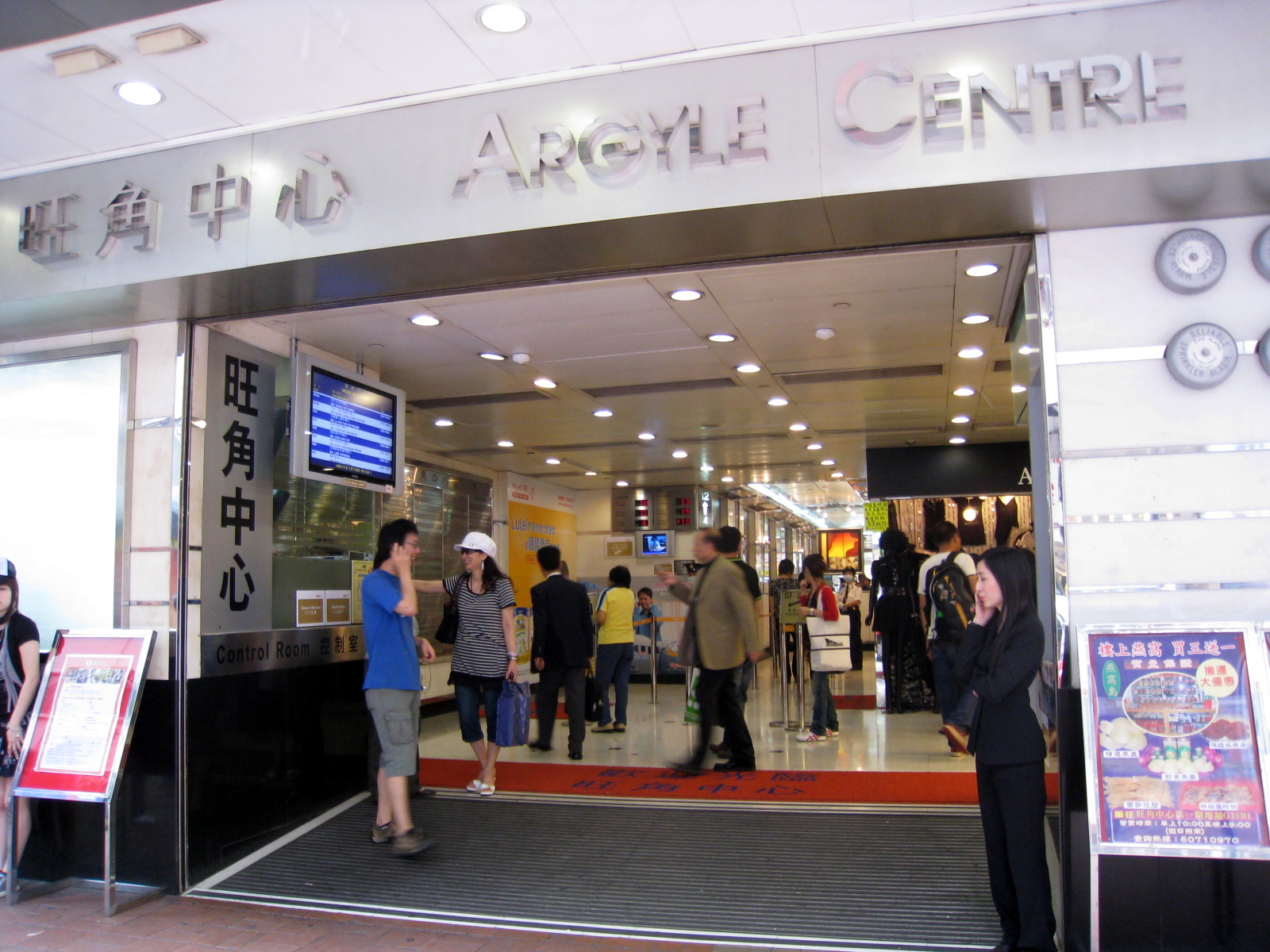
第一期入口
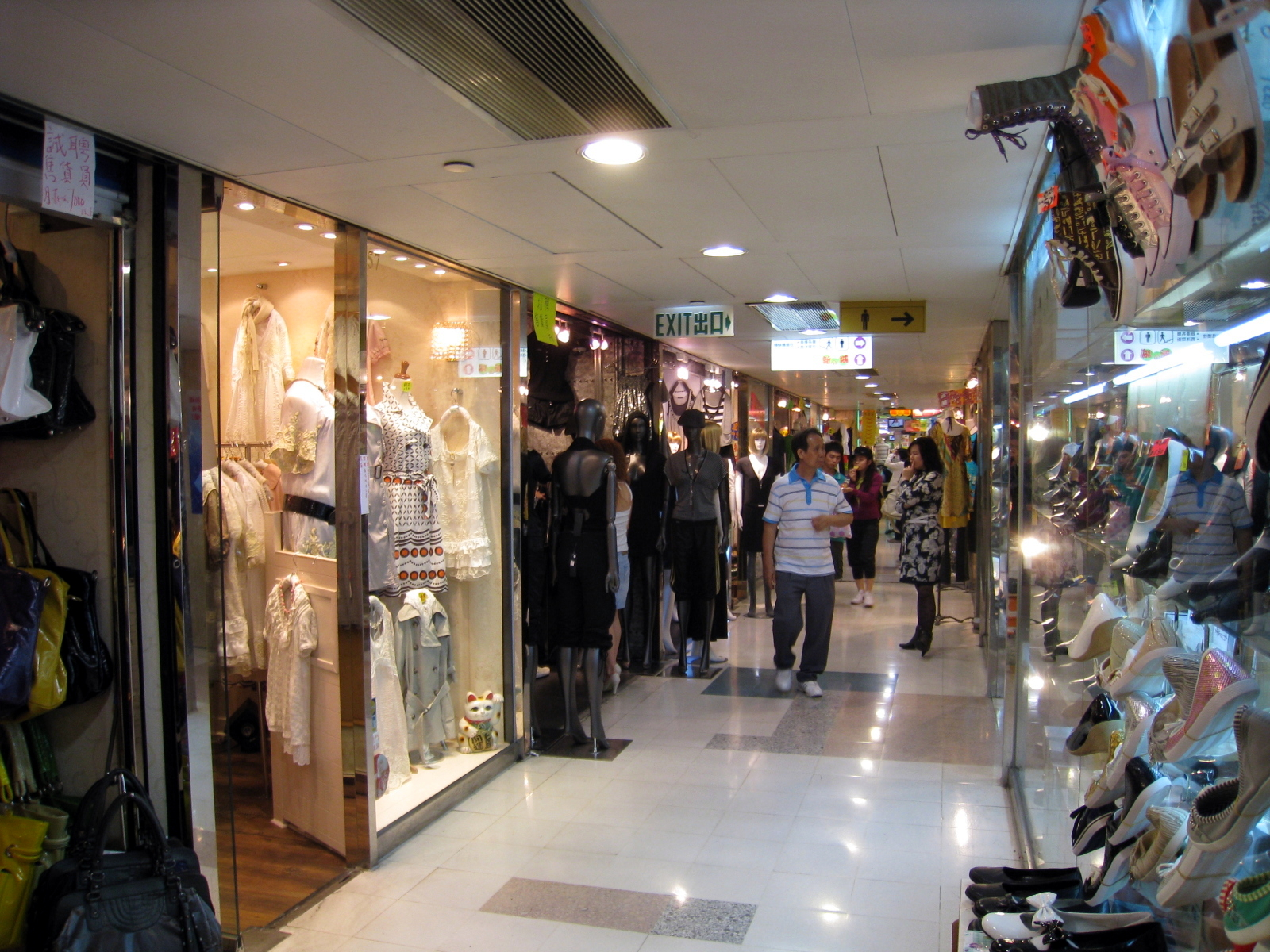
第一期商場
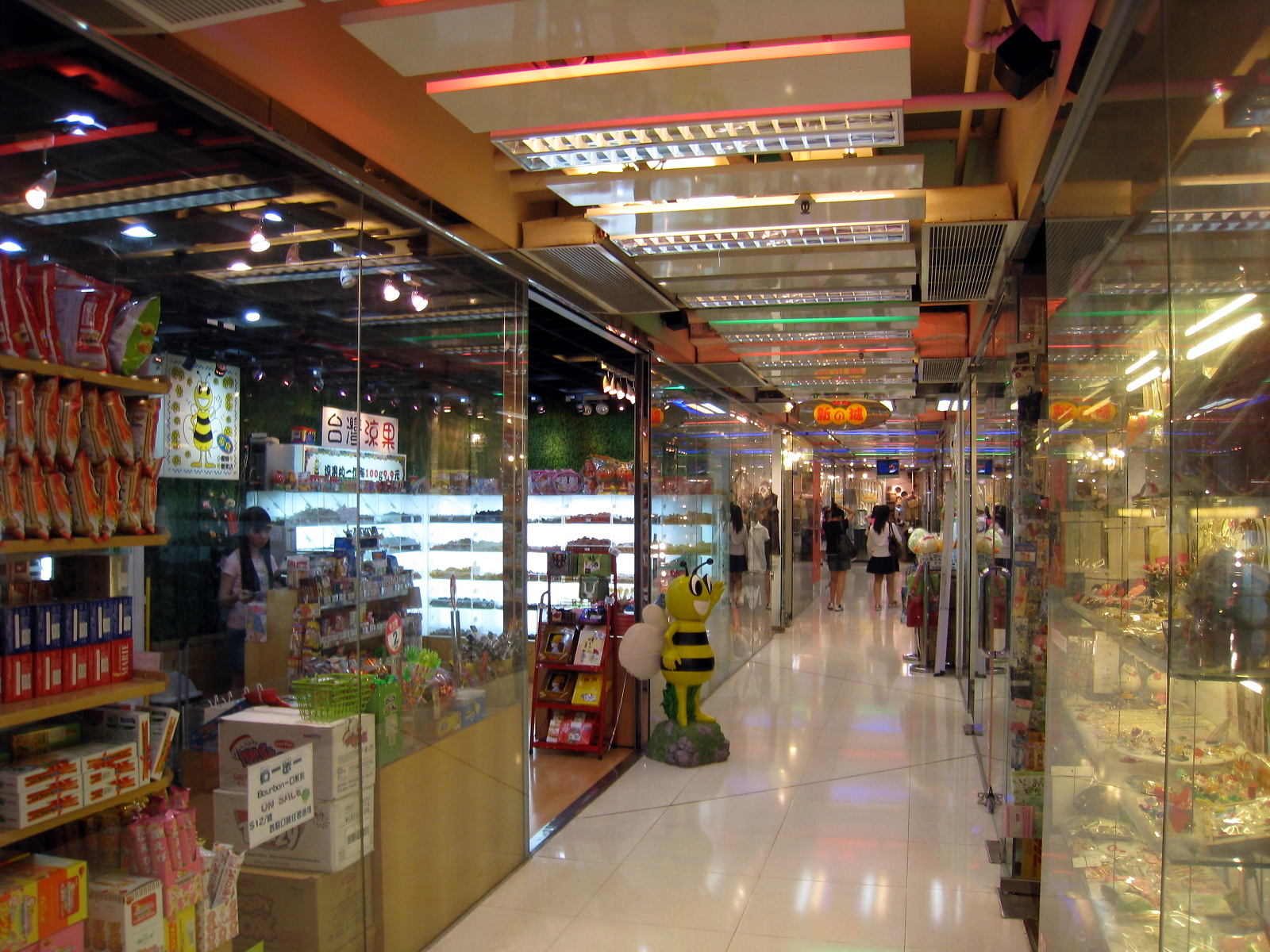
旺角新之城內部 (2008年)
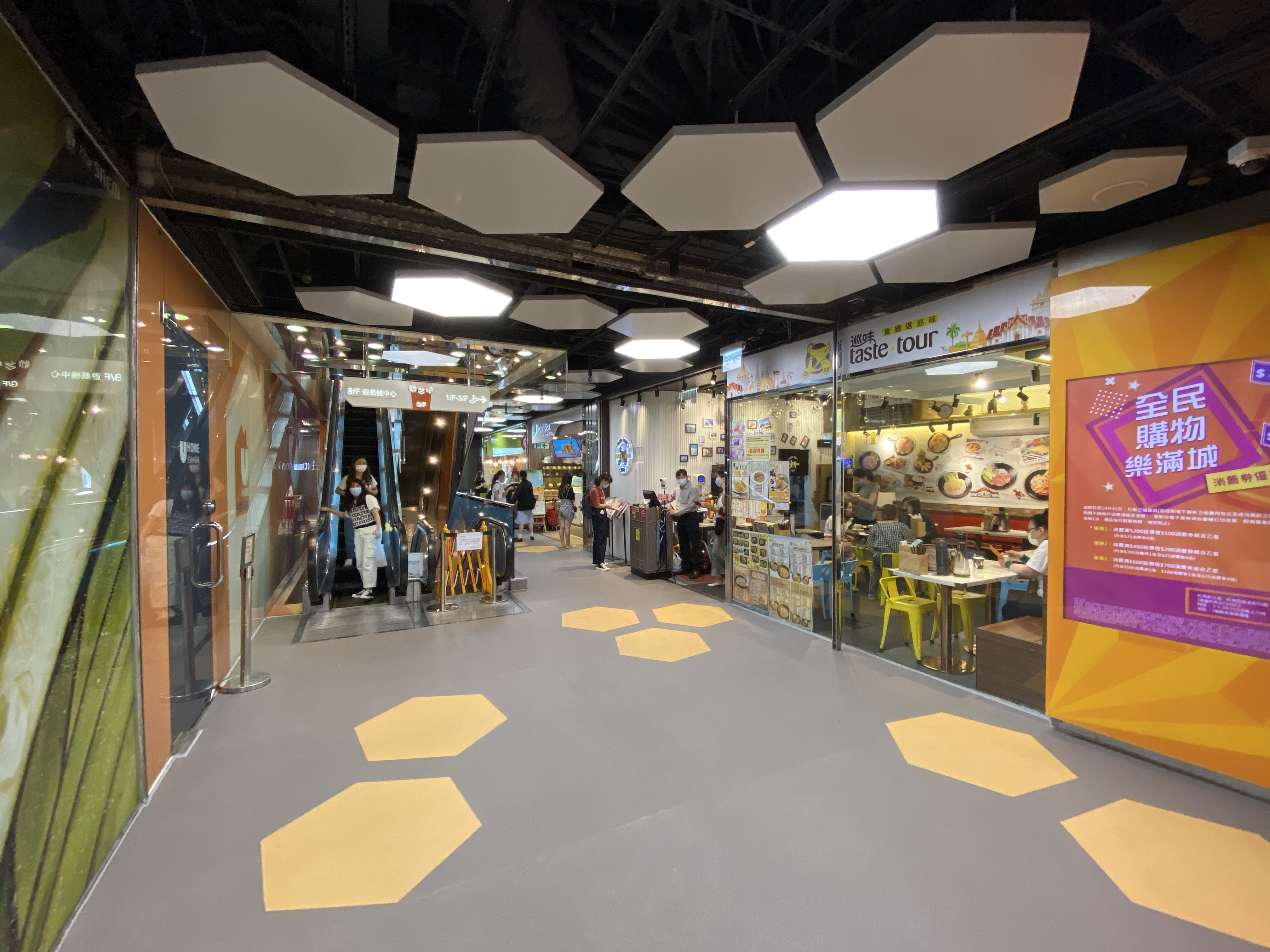
旺角新之城地下 (2020年)
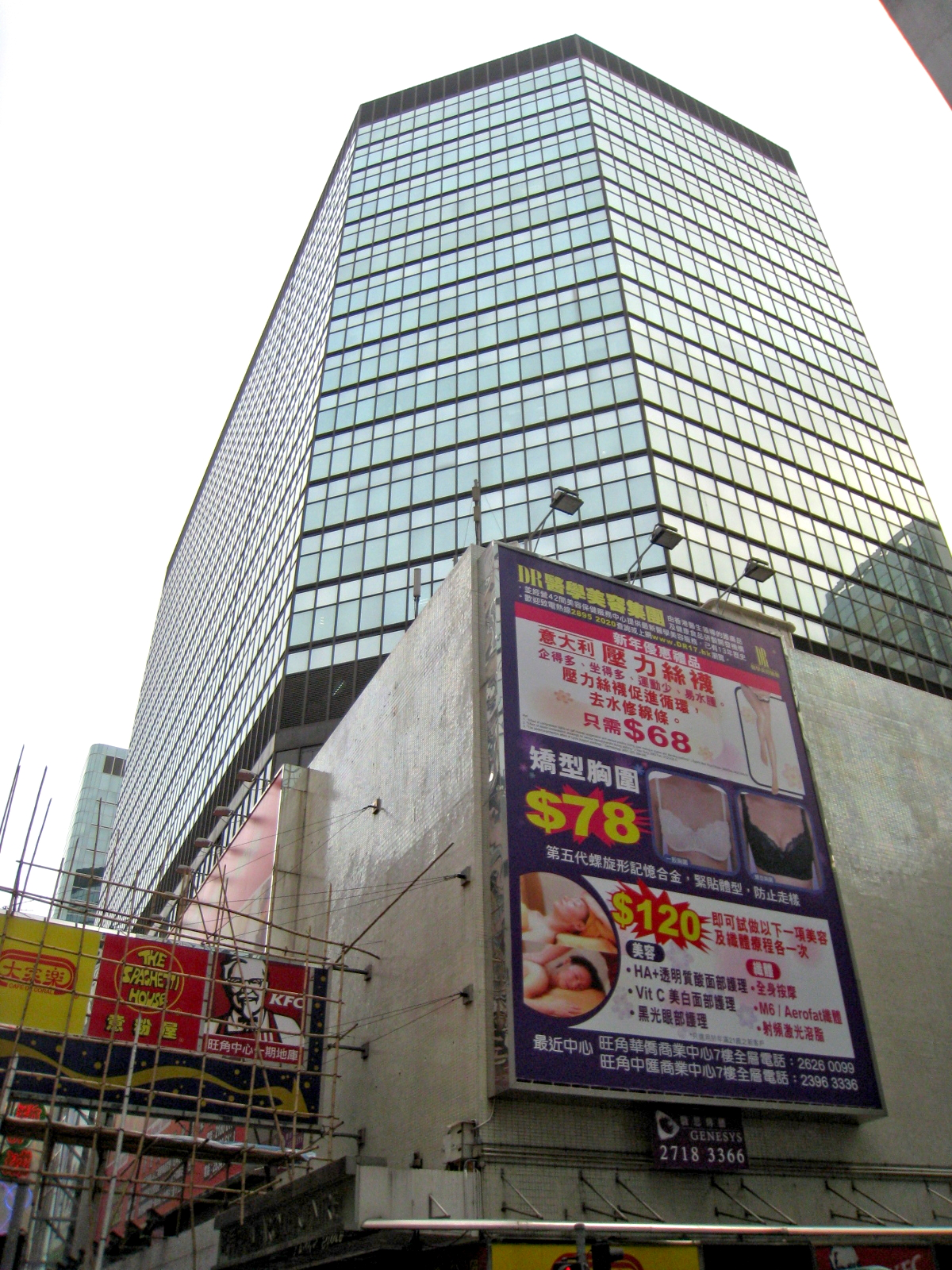
從另一角度看旺角中心第一期
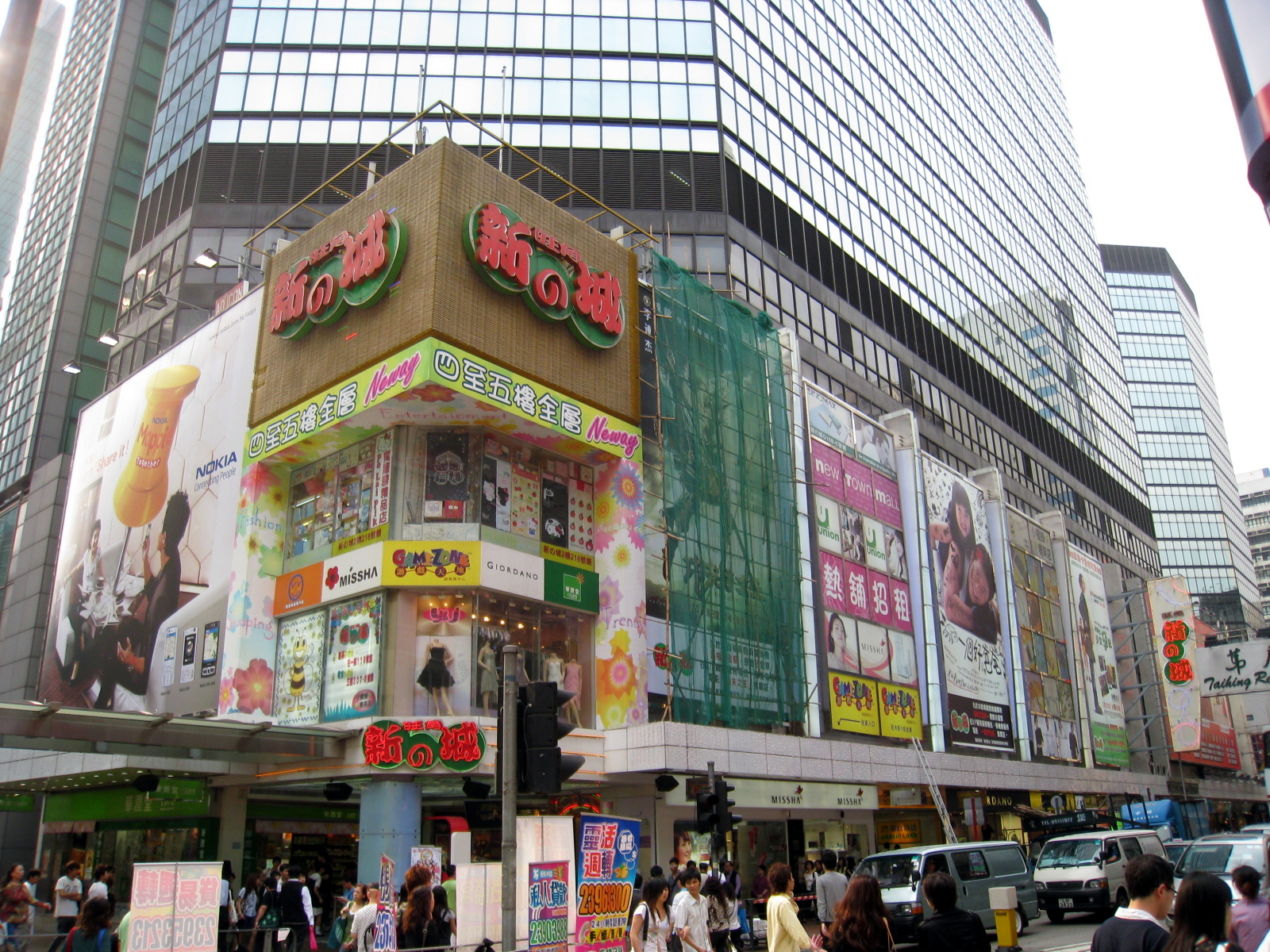
旺角中心第一期下層的「旺角新之城」
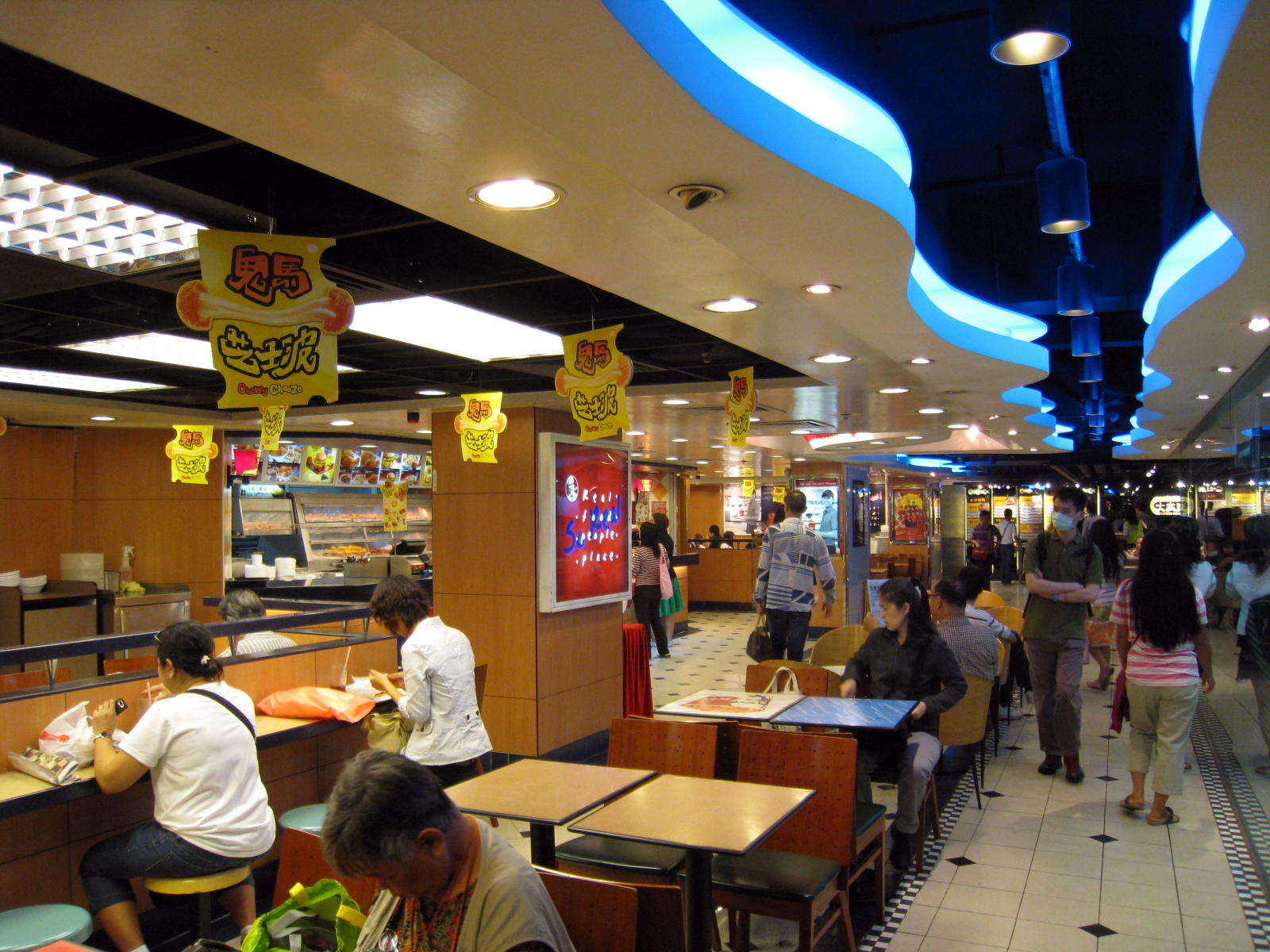
旺角中心第一期地庫設有多間食肆

### 旺角中心第二期
旺角中心第二期於1983年落成。兩層地庫至2樓原本是用作購物商場，之上是樓高20層的寫字樓。香港城市理工學院於1984年以2.6億元購入寫字樓部份。其後1989年政府以2.05億元購入該大樓，並命名為貿易署大樓（2000年更名為工業貿易署大樓），將部份樓層作為香港公開進修學院校舍，其餘樓層為工業貿易署總部，並將購物商場部份改作辦公室用途，只保留商場地下13個商舖繼續出租。工業貿易署已於2015年9月29日至10月8日期間分階段遷至啟德工業貿易大樓，整幢大樓將騰空另作發展。2016年2月19日，政府產業署宣佈領展以59.1億元購入工業貿易署大樓99%業權，成交價為九龍商廈歷來最貴。領展表示投資約4億元將此項目打造成銀座式商廈，以零售及服務行業為主題，大廈在2018年6月開業。
升降機：三菱電機（Mitsubishi Electric）
扶手電梯：富士達（Fujitec）

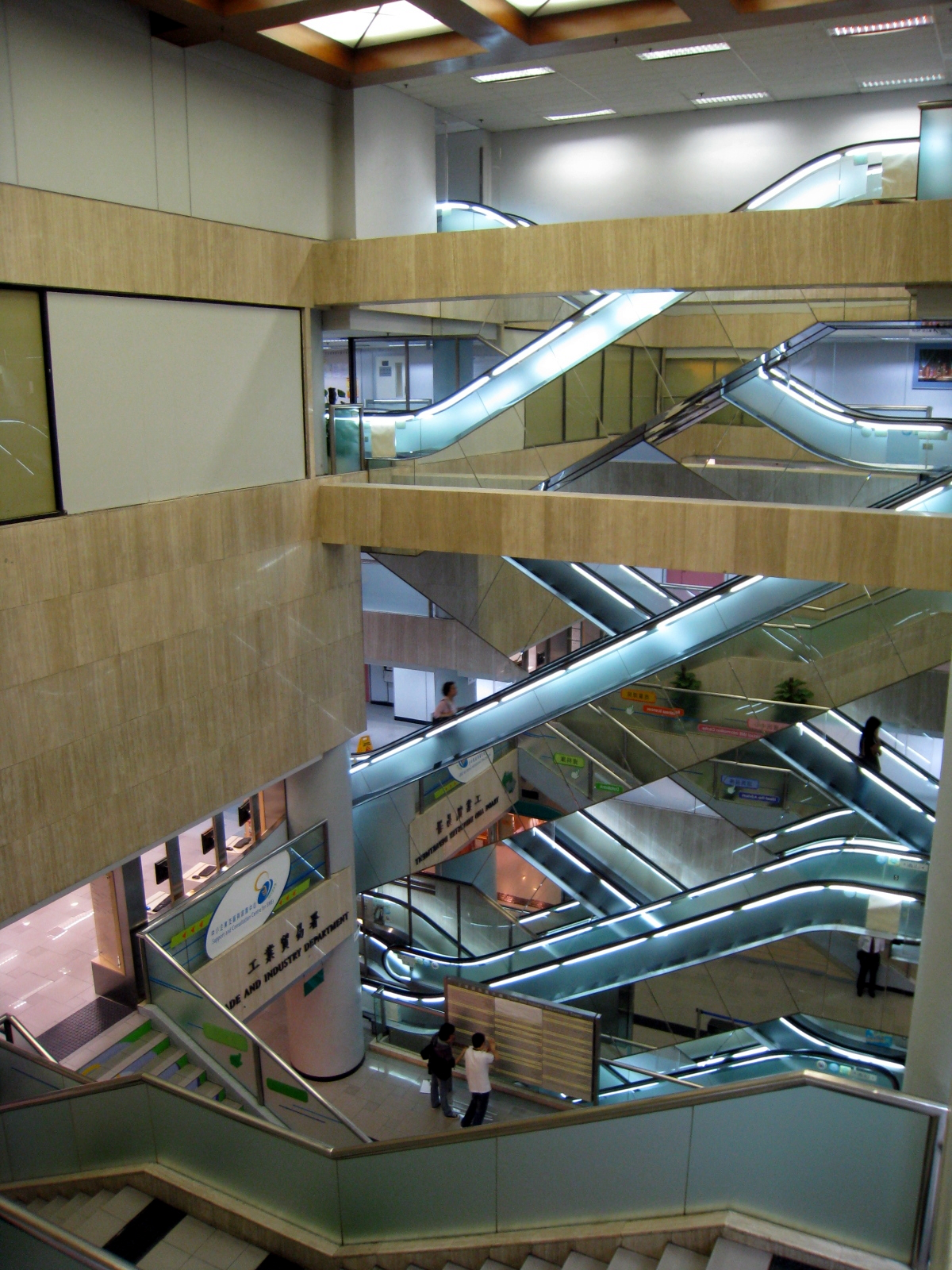
第二期中庭
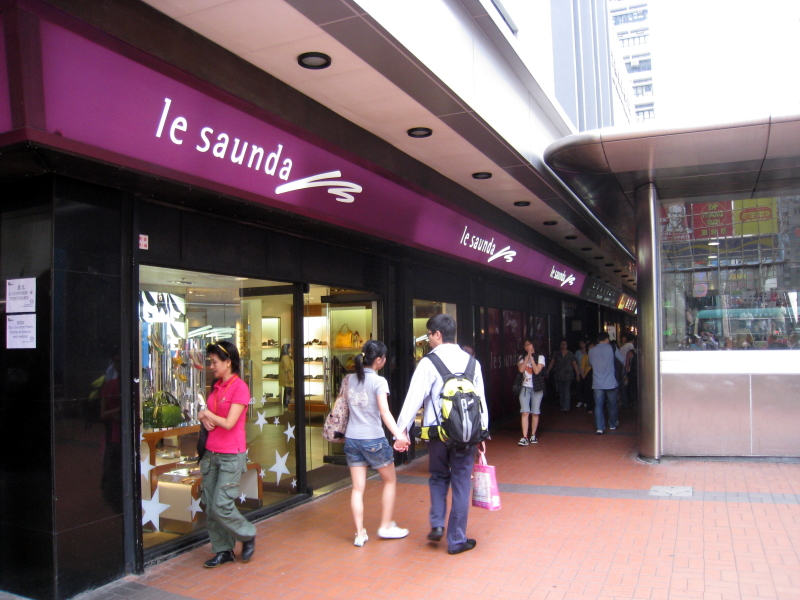
第二期地下為商舖
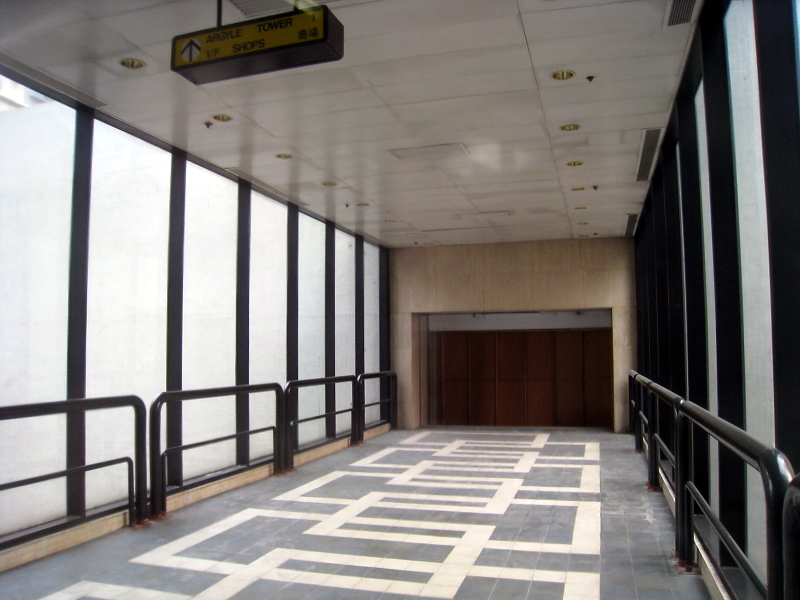
旺角中心第一期連接第二期的天橋已封閉多年
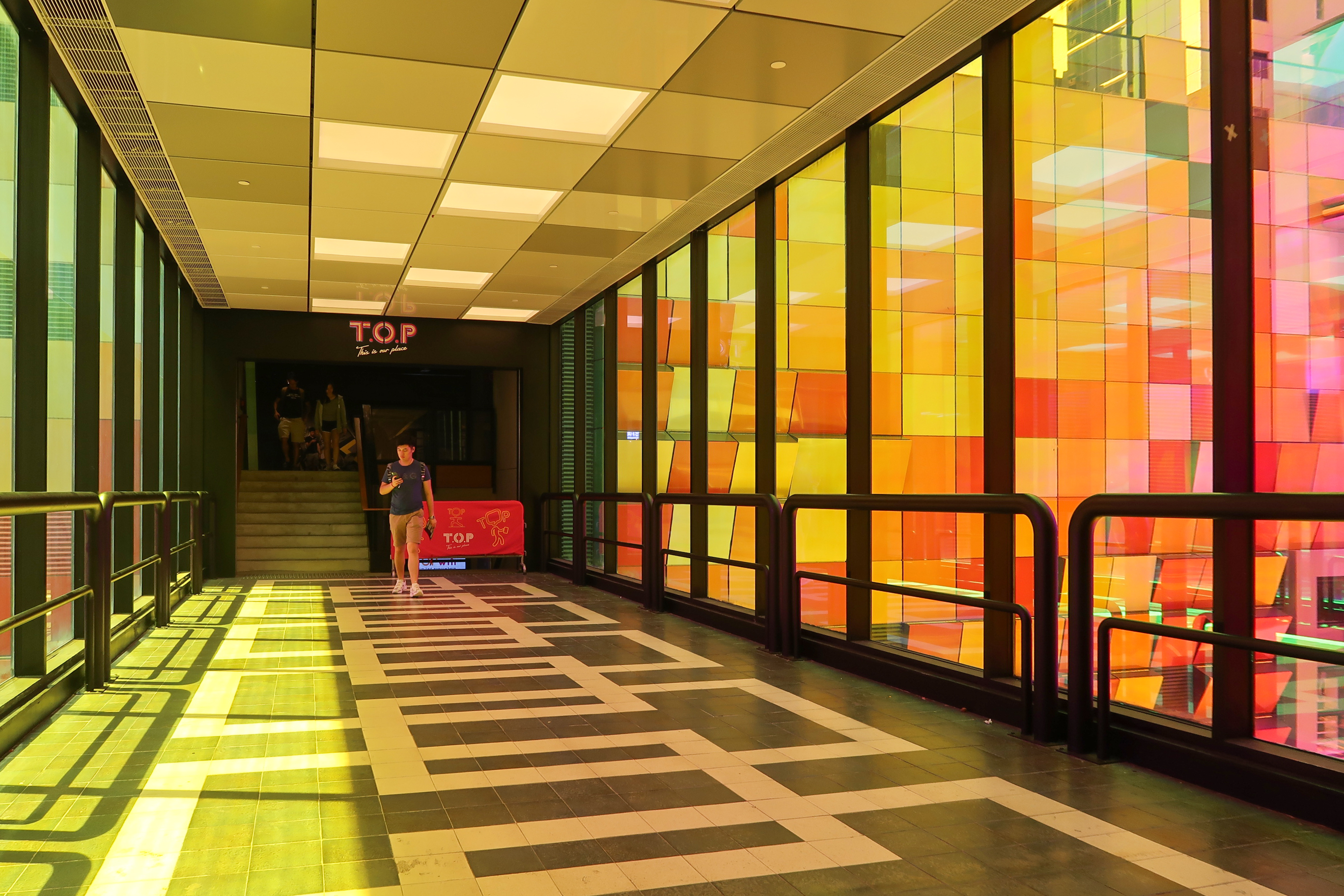
天橋已在2018年重開並翻新

## 外部連結
- 恆隆地產官方資料
- 九龍建業旺角中心資料
- 中原工商舖旺角中心物業資料庫 （页面存档备份，存于）